# سیارک ۲۴۰۶۶
سیارک ۲۴۰۶۶ (به انگلیسی: 24066 Eriksorensen، نامگذاری:1999TE123) بیست و چهار هزار و شصت و ششمین سیارک کشف شده‌است که در ۴ اکتبر ۱۹۹۹ کشف شد.
قدر مطلق سیارک برابر ۱۱.۲ است.